# Gerald Govan
Gerald Govan (ur. 2 stycznia 1942 w Jersey City) – amerykański koszykarz, występujący na pozycjach silnego skrzydłowego lub środkowego.
W ABA rozegrał 681 spotkań, plasując się pod tym względem na czwartym miejscu w historii ligi. podczas całej kariery uzyskał 5251 punktów (7,7) i 7119 zbiórek (10,5).

## Osiągnięcia
ABA
- Wicemistrz ABA (1968, 1974)[2][3]
- Uczestnik meczu gwiazd ABA (1970)[4]
- Lider ABA w liczbie (3698) i średniej (44) rozegranych minut (1971)[1]